# 大河埂站
大河埂站是昆明地铁4号线的地铁车站，位于中华人民共和国云南省昆明市五华区金川路与王筇路交叉口，于2020年9月23日开通。

## 车站结构
大河埂站位于金川路与王筇路交叉口，沿金川路设置，呈南北走向，为地下两层岛式站台车站，车站长186.6米，宽22.1米，车站地下一层为站厅层，地下二层为站台层，站台设置全高站台门。
| 地面              | 出入口 | A、B、C、D出入口                                                                                                |
| 地下一层          | 站厅   | 客服中心、自动售票机、验票机                                                                                    |
| 地下二层          | 站台   | \| \| \| █ 4号线往金川路（終點站） \| \| 島式 · 開左邊车门 \| \| \| \| \| \| █ 4号线往昆明南火车站（海屯路） \| |
|                   |        | █ 4号线往金川路（終點站）                                                                                       |
| 島式 · 開左邊车门 |        | |
|                   |        | █ 4号线往昆明南火车站（海屯路）                                                                                 |

## 出入口
大河埂站共有4个出入口，近D出入口设地下连通道连通昆明五华吾悦广场，各出口及周围设施如下所示：
| 编号                  | 地点           | 建议前往的目的地                                           | 照片 |
| --------------------- | -------------- | ---------------------------------------------------------- | ---- |
| 出口 · A              | 金川路、王筇路 | 吾悦花园、林语斓郡园、林语华郡、五华区先锋小学、华罗庚旧居 |      |
| 出口 · B              | 金川路、商院路 | 云南经济管理学院、中晟·溪城                                |      |
| 出口 · C              | 金川路、王筇路 | 云南林业职业技术学院、中铁云时代广场、联想科技城·云熙      |      |
| 出口 · D · 升降机标志 | 王筇路         | 五华园博园、昆明新城吾悦广场、陈山公园、五华科技产业园     |      |
| 註： 設有             |                |                                                            |      |

## 接驳交通

### 公交车
- 大河埂地铁站A口：189路，Z62路
- 金川路口(王筇路)：189路，DZ52路，Z41路，Z62路

## 车站历史
- 2017年6月24日，车站主体结构封顶[3]。
- 2020年9月23日，车站随4号线通车开通[1]。